# Miguel Barrera (boxeador)
Miguel Ángel Barrera Estrada (Canalete, 15 de noviembre de 1978) es un exboxeador de peso paja colombiano, que alguna vez tuvo el título mundial de peso mínimo de la Federación Internacional de Boxeo.

## Trayectoria
Conocido como "El Huracán", su debut como boxeador profesional en 1998 y estuvo invicto en sus primeras 23 peleas como profesional antes de capturar el título mínimo de la FIB al derrotar a Roberto Carlos Leyva por decisión en 2002. Al año siguiente noqueó a Leyva en la revancha. En su siguiente defensa más tarde en 2003, perdió por nocaut técnico ante Edgar Cárdenas. Tras ser derribado por Cárdenas, el campeón intentó levantarse pero se desplomó de nuevo en la lona. Tras la derrota, fue operado al día siguiente para extirparle un corte de sangre cerebral que sufrió por el nocaut en el Hospital Del Prado de Tijuana. Se retiró después de la derrota. 